# Opera buffa
Opera buffa (italienska opera buffa)  är en komisk operaform med ursprung i 1600-talets Italien.
Opera buffa odlades från 1700-talets början först i Italien och kännetecknas av ett komiskt innehåll samt att all text, även dialog, sjungs. De närstående genrerna opéra comique och sångspel skiljer sig från buffan genom att dessa har talad dialog.
Under buffans blomstringsperiod, som varade till mitten av 1800-talet, användes för dialogen secco-recitativet, som senare dock avlöstes av andra recitativtyper.
I motsats till opera seria lade den klassiska opera buffan an på livfull karaktärsteckning, vokalensembler och stora finaler.